# Antonio Ambrosetti
Antonio Ambrosetti (Bari, 25 de novembro de 1944 – Veneza, 20 de novembro de 2020) foi um matemático italiano.
Recebeu o Prêmio Renato Caccioppoli de 1982. Foi palestrante convidado do Congresso Internacional de Matemáticos em Varsóvia (1983) (Existence and multiplicity results for some classes of nonlinear problems).
Morreu em 20 de novembro de 2020 em Veneza.

## Obras
- com Giovanni Prodi: A Primer on Nonlinear Analysis, Cambridge University Press 1993
- com Andrea Malchiodi: Perturbation Methods and Semilinear Elliptic Problems on {\displaystyle R_{n}}, Birkhäuser 2006 (recebeu o Prêmio Ferran Sunyer i Balaguer de 2005)
- com A. Malchiodi: Nonlinear Analysis and Semilinear Elliptic Problems, Cambridge University Press 2007
- com Vittorio Coti Zelati: Periodic solutions of singular Lagrangian systems, Birkhäuser 1993
- La matematica e l'esistenza di Dio, Lindau 2009
- Il fascino della matematica, Bollati Boringhieri, 2009